# Arrivederci (film)
Arrivederci è un film del 2008 diretto da Valeriu Jereghi.

## Trama
Ion è un ragazzino moldavo che cerca di sopravvivere insieme alla sorellina Mihaela conducendo una vita da adulto fatta di crude realtà e piccole gioie. Il loro padre era già assente, mentre la madre, distrutta dalla povertà, emigra in Italia per cercare un futuro migliore. I due fratelli devono lavorare duramente per procurarsi i generi di prima necessità e presto capiranno che non ci sono soldi al mondo che valgono il dolore della mancanza della madre. Il film è ispirato a storie vere che rappresentano solo una piccola parte della tragedia che vivono gli emigranti e i loro figli.

## Riconoscimenti
Il film ha partecipato a diversi festival italiani e internazionali. Nel novembre del 2008 ha vinto il GrandPrix al Forum Euroasiatic Moscova ed è stato proiettato al Parlamento europeo a Bruxelles.
È stato premiato al 63º Festival Internazionale del Cinema di Salerno nella categoria mediometraggi e ha vinto come "Miglior lungometraggio" all'Identità Film Festival di Roma.